# Anton Reichard Freiherr von Mauchenheim genannt Bechtolsheim
Baron Anton-Reichard Hermann Friedrich Maria von Mauchenheim genannt von Bechtolsheim, nemški general, * 9. julij 1896, Würzburg, Nemško cesarstvo, † 9. februar 1961, Würzburg, Nemčija.